# James Rosenquist
James Rosenquist (29 tháng 11 năm 1933 – 31 tháng 3 năm 2017) là một nghệ sĩ Hoa Kỳ và là một trong những nhân vật chính trong phong trào pop-art. Năm 2001, ông được bổ nhiệm vào Đại lộ Danh vọng Nghệ sĩ Florida.

## Bối cảnh và giáo dục
Rosenquist sinh ngày 29 tháng 11 năm 1933, tại Grand Forks, North Dakota, và là con một. Cha mẹ của ông, Louis và Ruth Rosenquist, gốc Thụy Điển, là phi công nghiệp dư và chuyển từ thị trấn này sang thị trấn khác để tìm kiếm việc làm, cuối cùng định cư tại Minneapolis. Mẹ của ông, cũng là một họa sĩ, đã khuyến khích con trai mình quan tâm tới nghệ thuật. Ở trường trung học cơ sở, Rosenquist đã nhận được học bổng ngắn hạn để học tại Trường Nghệ thuật Minneapolis và sau đó học vẽ tranh tại Đại học Minnesota từ 1952 đến 1954.  Năm 1955, ở tuổi 21, ông chuyển đến thành phố New York với học bổng để học tại Art Students League.

## Sự nghiệp
Sau khi rời khỏi trường, Rosenquist nhận một số việc vặt và sau đó quay lại vẽ biển quảng cáo.

## Cuộc sống cá nhân và qua đời
Rosenquist kết hôn hai lần và có hai con. Với người vợ đầu tiên, Mary Lou Adams, người mà ông kết hôn vào ngày 5 tháng 6 năm 1960, ông có một con: John. Cuộc hôn nhân đầu tiên kết thúc bằng ly dị. Năm 1976, một năm sau khi ly hôn, ông chuyển đến Aripeka, Florida. Người vợ thứ hai của ông là Mimi Thompson, mà ông kết hôn vào ngày 18 tháng 4 năm 1987, có với ông một đứa con: Lily.